# Lorenz Maroldt

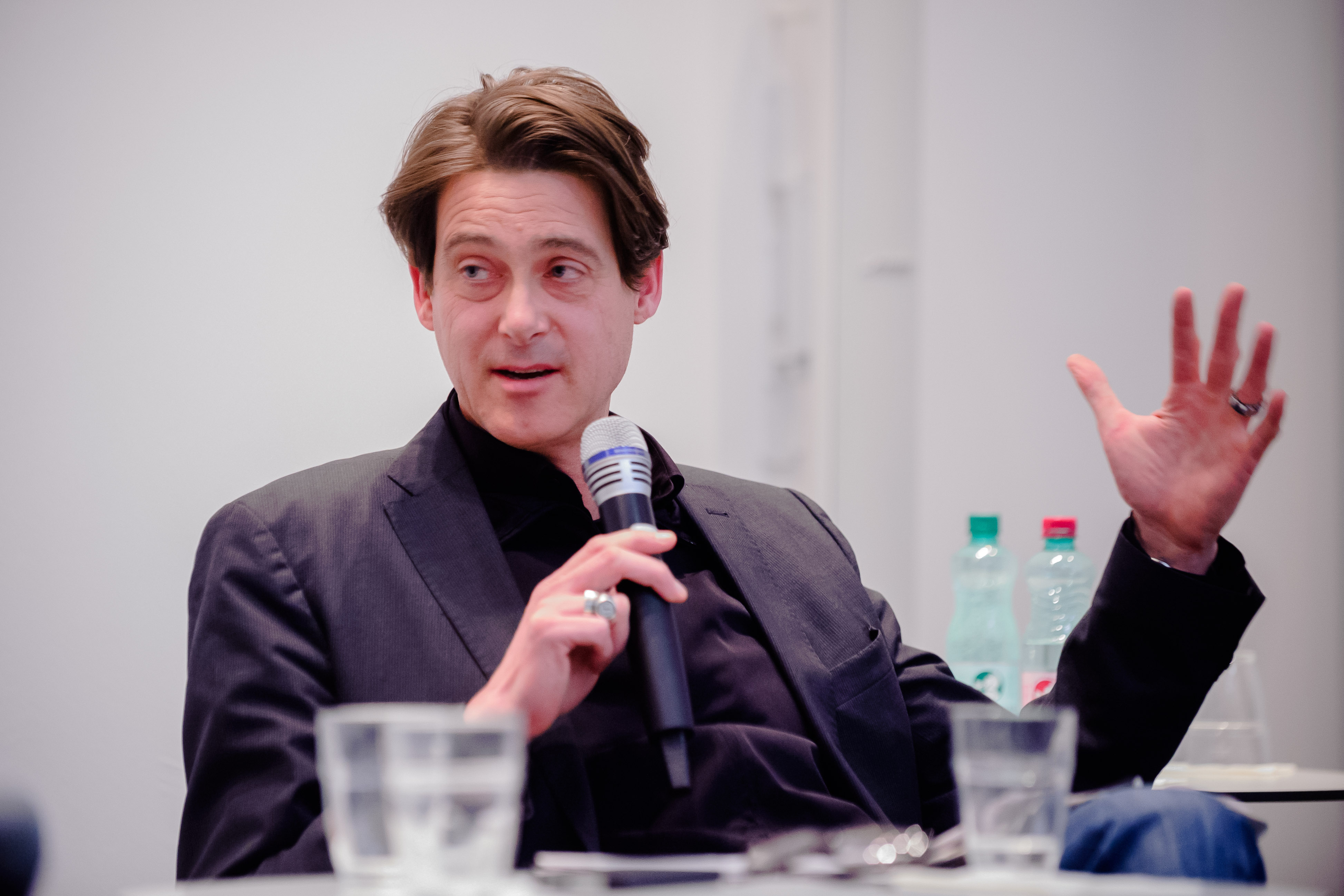
Lorenz Maroldt (2013)

Lorenz Maroldt (* 22. März 1962 in Köln) ist ein deutscher Journalist. Er war von 2004 bis 2024 Co-Chefredakteur der in Berlin erscheinenden Tageszeitung Tagesspiegel und ist seit 2025 einer von dessen Herausgebern.

## Leben
Lorenz Maroldt studierte Politikwissenschaft an der FU Berlin, abgeschlossen mit Diplom 1989. In den 1980er Jahren war er Gitarrist der Band The Magoo Brothers. Das Thema seiner Diplomarbeit am Otto-Suhr-Institut lautete: Die staatliche Förderung von Rockmusik. Nach dem Studium arbeitete er als freier Autor für Zeitungen und Fernsehmagazine. Er wurde Redakteur bei der Ost-Berliner Zeitung Der Morgen. Ab 1991 war er bei der überregionalen Tageszeitung Neue Zeit als Redakteur für Landespolitik, später als Korrespondent in Bonn tätig.
1994 wechselte Maroldt zur Tageszeitung Der Tagesspiegel. Dort war er zunächst für das Ressort Politik, später für Reportagen und Berlin zuständig. Von 2004 bis 2018 war er gemeinsam mit Stephan-Andreas Casdorff Chefredakteur. Zwischen 2018 und 2021 bekleidete Maroldt diese Position neben Mathias Müller von Blumencron. Seit 2021 ist er gemeinsam mit Christian Tretbar Chefredakteur.
Besondere Beachtung und mehrere Auszeichnungen hat er für Tagesspiegel Checkpoint erhalten. Maroldt verfasst diesen täglichen E-Mail-Newsletter über das Berliner Tagesgeschehen seit Ende 2014. Das regional- bzw. lokaljournalistische Werk wird von mehr als 120.000 Menschen abonniert.
Zum 1. Januar 2025 wurde Maroldt einer der Herausgeber des Tagesspiegel.

## Auszeichnungen
- 1992: Theodor-Wolff-Preis[9]
- 2014: Gemeinsam mit Stephan-Andreas Casdorff Journalisten des Jahres in der Kategorie „Chefredaktion regional“.[10]
- 2015: Grimme Online Award des Grimme-Institutes in der Kategorie „Information“[11]
- 2016: Journalist des Jahres in der Kategorie „Chefredaktion regional“, Medium Magazin[12]
- 2019: Journalist des Jahres in der Kategorie „Chefredaktion regional“, Medium Magazin[13]

## Bücher
- mit Harald Martenstein: Berlin in hundert Kapiteln, von denen leider nur dreizehn fertig wurden. Ullstein, Berlin 2020, ISBN 978-3-550-20010-6.